# Porphyrophora eremospartonae
Porphyrophora eremospartonae är en insektsart som beskrevs av Jashenko 1989. Porphyrophora eremospartonae ingår i släktet Porphyrophora och familjen pärlsköldlöss.
Artens utbredningsområde är Kazakstan. Inga underarter finns listade i Catalogue of Life.